# 柳家さん花
柳家 さん花（やなぎや さんか、1979年8月1日 - ）は、落語協会に所属する落語家。本名∶早川 亘。出囃子は『海女』。

## 経歴
1998年に千葉県立国分高等学校を卒業し、2002年に東京農業大学を中退。国分高校の先輩には古今亭菊之丞がいる。
当初は三遊亭圓丈に入門を志願するが、圓丈の勧めにより2006年9月に柳家さん喬に入門。翌年の4月1日、前座名「小んぶ」で楽屋入り。
2010年9月1日に二ツ目昇進。
2021年9月下席から古今亭志ん雀、柳家緑也、柳家花いちと共に真打昇進、「さん花」に改名。

## 芸歴
- 2006年9月 - 柳家さん喬に入門。
- 2007年4月 - 前座となる、前座名「小んぶ」。
- 2010年9月 - 二ツ目昇進。
- 2021年9月 - 真打昇進、「さん花」と改名。

## 演目
- 青菜
- 明烏
- 井戸の茶碗
- 居残り佐平次
- 厩火事
- 火事息子
- 紺屋高尾
- 五人廻し
- 三方一両損
- 三枚起請
- 品川心中
- 死神
- 心眼
- 崇徳院
- ちりとてちん
- 佃祭
- 天狗裁き
- 転宅
- 二階ぞめき
- 抜け雀
- 猫怪談
- 寝床
- 初音の鼓
- 棒鱈
- 松曳き
- 水屋の富
- 宿屋の仇討
- 藪入り
- らくだ

## 著書
- 柳家さん喬一門本 ～世にも奇妙なお弟子たち～　＊さん喬と弟子たち共著（秀和システム、2021年1月）ISBN 978-4798063287